# Michael Bleive

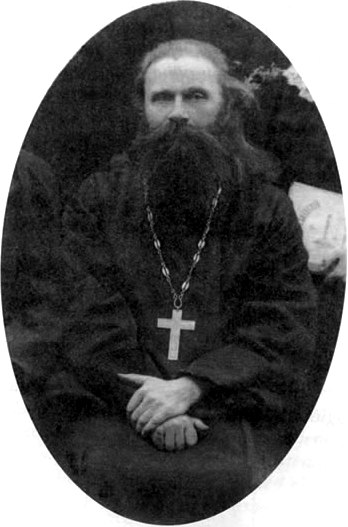
Michael Bleive

Michael Bleive (* 29. Oktober 1873 in Olustvere in Suure-Jaani im Kreis Viljandi im Gouvernement Livland, heute Estland; † 14. Januar 1919 in Tartu), auch Michael Bleiwe geschrieben, eigentlich estnisch Mihkel Bleive, auch Mihhail Bleive geschrieben, russisch Михаил Иванович Блейве (Michail Iwanowitsch Bleiwe, auch Michail Bleive transkribiert), war ein orthodoxer Priester und Märtyrer.
Die Datumsangaben in diesem Artikel richten sich, wenn nicht anders angegeben, für den Zeitraum bis 1918 nach dem julianischen Kalender.

## Leben
Michael Bleive war der Sohn des Chorleiters Ivan (estnisch Jaan) Bleive (1841–1892) und dessen Frau Akilina (geboren 1844). Seine ältere Schwester hieß Aleksandra Bleive (geboren 1870, 1890 verheiratet mit Ivan Arak). Seine jüngere Schwester Veera Bleive (1899 verheiratet mit Ivan Pavel) wurde 1876 geboren. 
Michael Bleive diente als Lektor in der Kirche zu Olustvere. Ab 1884 besuchte er die Rigaer kirchliche Schule und später das dortige Priesterseminar, das er am 21. Juni 1894 abschloss. Er blieb zunächst als Sänger im hierarchischen Chor in Riga und diente ab dem 15. August 1894 als Lektor an der Kirche St. Johannes des Vorläufers. Ab dem 17. August 1896 war er Lektor an der Rigaer Konventskirche. Am 12. November 1899 heiratete er die Priestertochter Любовь Луговская (Ljubow Lugowskaja, geboren 1875). 
Am 1. Januar 1900 wurde er von Bischof Agathangelus von Riga (mit bürgerlichem Namen Alexander Lavrentyevich Preobrazhensky, heiliggesprochen) zum Priester ordiniert. Als Priester diente er vom 2. Januar 1900 bis zum 27. Februar 1908 in Laanemäe. Am 10. Februar 1901 wurde sein Sohn Theodor Bleive (gestorben 1979) geboren, am 17. August 1903 seine Tochter Sonja Bleive (verheiratet mit Jakob Saar, gestorben 1996). Während der Revolution von 1905 beschützte Michael Bleive Gemeindemitglieder vor der Gewalt revolutionärer Gruppen. Er galt als sehr engagiert, predigte, sang, lehrte in der Schule, half den Armen und verteidigte unschuldig zum Tode verurteilte. 
Vom 27. Februar 1908 bis zum 1. Juli 1915 diente Michael Bleive in Nõo. Dort sammelte er Spenden, um die arme Kirche zu schmücken. Am 17. November 1909 wurde sein Sohn Johannes Bleive (gestorben 1991) geboren, der später als Komponist bekannt wurde. 
1910 wurde Michael Bleive Dekan des Tartuer Distrikts. Zu Beginn des Ersten Weltkriegs richtete er besondere Gottesdienste für die an die Front entsandten Soldaten und ihre Familien aus, ferner besuchte und tröstete er die Soldatenmütter und -frauen. Am 22. Juli 1915 wurde er Priester der Ringensaya-Kirche im Verroe-Dekanat.
Am 6. Oktober 1916 wechselte er zur Uspenski-Gemeinde in Tartu und wurde deren dritter Priester. (Uspenski bezeichnet Mariä Entschlafung.) Am 20. Juni 1918 wurde er zum Dekan ernannt. Unter den schwierigen Kriegsbedingungen kümmerte er sich um Gemeinde und Gemeindeschule. Er galt als ruhig und bescheiden, aber auch fest in seinen Überzeugungen. Seine Predigten wurden als inspirierend empfunden. Er predigte auch offen gegen den Bolschewismus und bezeichnete die revolutionären Ereignisse als Trennung der Spreu vom Weizen, des Unglaubens vom Glauben. Er prophezeite, dass die Verfolgungen die Kirche nicht zerstören, sondern vielmehr eine Stärkung und Erneuerung des Glaubens herbeiführen würden. 
Im Estnischen Freiheitskrieg übernahmen die Bolschewiki am 21. Dezember 1918 die Kontrolle über Tartu. 
Am 2. Januar 1919 verhafteten sie Bischof Platon Kulbusch. Als Bleive davon hörte, ging er trotz des Protests seiner Familie zum Kommandanten und bot sich selbst an Stelle des Bischofs als Gefangenen an. Am Sonntag, dem 5. Januar, wurde er selbst und der Priester Alexander Brjanzew während des Gottesdienstes in der Kirche verhaftet, da er diesen ohne Erlaubnis der kommunistischen Verwaltung gehalten hatte. Er wurde zur Kreditbank gebracht, die als provisorisches Gefängnis diente. Dort wurden insgesamt 230 Personen gefangen gehalten, darunter Bischof Platon Kulbusch, dessen Sekretär Protodiakon Konstantin Dorin und die Priester Nikolai Bezhanitsky und Alexander Brjanzew. Der Raum war überfüllt, die Haftbedingungen hart. Bleive teilte nun die Nöte und Demütigungen der anderen Gefangenen. Unter ihnen befanden sich auch 60 bis 80 Frauen.
Am 14. Januar näherten sich die estnischen und finnischen Truppen Tartu, woraufhin die Bolschewiki um 10 Uhr 30 morgens begannen, Gefangene zu erschießen oder durch Axtschläge auf den Schädel zu töten. Die Hinrichtungen fanden im sogenannten Mordkeller statt. Die Vorgehensweise wurde bei einer späteren Untersuchung rekonstruiert:
Die Gefangenen mussten sich in einer Reihe aufstellen. Ein Kommissar kam in die Zelle und die Namen der Opfer wurden aufgerufen. Der Kommissar führte die Todeskandidaten hinaus. Sie wurden ihrer Kleider, Schuhe und Wertsachen beraubt und dann in den Keller geführt. Der Erste dabei war der Bischof, danach folgte der Bäcker Lutsk. Michael Bleive, sein Amtsbruder Nikolai Bezhanitsky und der evangelische Geistliche Traugott Hahn mussten die Zelle gemeinsam verlassen. Platon wurde als Erster erschossen, Michael Bleive, Nikolai Bezhanitsky, Traugott Hahn und der evangelische Pastor Moritz Wilhelm Paul Schwartz sowie 14 weitere angesehene Bürger Tartus wurden kurze Zeit später getötet. Bleive starb durch einen Axtschlag, der seine linke Gesichtshälfte zerschmetterte.
Unter den Opfern waren auch einfache Handwerker wie der Fleischer Eugen Massal und der Töpfermeister Ado Luik. Zusätzlich zu den Personen, die in der Kreditbank gefangen gehalten worden waren, wurden auch Personen, die in der Polizeiwache inhaftiert worden waren, in dem Keller hingerichtet. (Eine Namensliste aller Opfer findet sich im Kapitel „Nachleben“.) Zu weiteren Tötungen mit religionsfeindlichem Hintergrund kam es in der Peplerstrasse 32. Insgesamt wurden in den 24 Tagen der Besetzung Tartus durch die Bolschewiki 300 Personen in Stadt und Umgebung von ihnen getötet.

## Nachleben

### Auffindesituation
Aufgrund des schnellen Vordringens der estnischen und finnischen Truppen mussten die Bolschewiki sich zurückziehen, bevor eine zweite Gruppe Gefangener geholt und hingerichtet werden konnte. Dies ermöglichte es dem Arzt Dr. Wolfgang von Reyher, die Hinrichtungsstätte mit den Opfern bereits vormittags zu inspizieren, als die Körper noch warm waren. Aufgrund seines Berichts und fotografischer Aufnahmen, die teilweise in dem unten angegebenen Buch von Köhrer abgedruckt sind, sind einige Details über die Erschießungen bekannt:
Zum Ort der Hinrichtungen gelangte man durch einen dunklen, gewölbten Kellerraum, der etwa zehn Schritte lang war. Die eigentliche Hinrichtungsstätte betrat man durch einen niedrigen Bogen auf der linken Seite, unter dem man sich bücken musste. Der daran anschließende, ebenfalls dunkle und feuchte Raum war etwa acht Schritte lang und fünf Schritte breit. Den Anblick, der sich ihm dort bot, verglich Dr. von Reyher mit Dante Alighieris Inferno. Die nur mit Unterwäsche bekleideten Körper nahmen den gesamten Raum ein und lagen übereinander, im mittleren Bereich in drei Schichten, so dass ein Betreten des Raumes unmöglich war, ohne dabei auf menschliche Körper zu treten. Deren Positionen erschienen unnatürlich. Die Schüsse waren offenbar aus nächster Nähe ausgeführt worden, dementsprechend stark waren die Verletzungen. Die Schussverletzungen betrafen in den meisten Fällen den Kopf, in einigen Fällen bis zu dessen völliger Zerstörung; in einem Fall war der Kopf fast vollständig vom Körper abgetrennt. Einige der Opfer waren durch Axtschläge auf den Schädel getötet worden. Wände und Boden des Raumes waren stark mit Blut, Hirnsubstanz und Schädelsplittern verschmutzt, ebenso das Bett, das sich in dem Raum befand. Auf einige Opfer war mehrfach geschossen worden. Dr. von Reyher zählte zunächst 23 Körper; ein Irrtum konnte sich aber schnell ergeben, da es schwierig war, in dem Haufen einzelne Körper zu identifizieren. Keiner in diesem Raum hatte überlebt. Die Exekutionen dürften diesen Beobachtungen zufolge so abgelaufen sein, dass die Opfer nach dem Ablegen ihrer Oberbekleidung in den Hinrichtungsraum auf die Körper der bereits Getöteten gestoßen und vom Durchgang aus sofort erschossen oder mit einem Axtschlag getötet wurden. Diese Annahme wird dadurch gestützt, dass sich keine Hinrichtungsspuren im Vorraum befanden. Die Körper wurden in das Anatomikum überführt und dort fotografiert. 
Identifiziert werden konnten:
- Platon Kulbusch
- Michael Bleive
- Nikolai Stefanowitsch Beschanizki
- Traugott Hahn
- Hermann von Samson-Himmelstjerna aus Kawershof
- Heinrich von Krause, der Besitzer von Rewold
- Bankier Arnold von Tideboehl
- Herbert von Schrenck
- Baron Konstantin von Knorring
- Moritz Wilhelm Paul Schwartz
- Stadtrat Gustav Tensmann[3]
- Stadtrat Gustav Seeland
- Kaufmann Susman Kaplan
- Ado Luik
- Kaufmann Harry Vogel
- Kaufmann Eugen Massal
- Friedrich Kärner, Mitarbeiter von Postimees

Die Gesichter von Bleive und Beschanizki waren durch die tödlichen Axt-Schläge fast bis zur Unkenntlichkeit entstellt worden.

### Trauerfeier
Die Trauerfeier für Bleive, Bezhanitsky und Platon fand am 18. Januar in der Entschlafungskirche in Tartu statt, unter Beteiligung der Priester A. Bezhanitsky, J. Paavel, A. Brjanzew, K. Savi, K. Kokla und G. Kiiman. Michael Bleive und Nikolai Bezhanitsky wurden in der Kirche beigesetzt. 

### Zehnter Jahrestag
Der Tag der Eroberung Tartus durch die estnischen und finnischen Truppen, der gleichzeitig der Todestag Bleives, Platons und ihrer Gefährten war, wurde von der demokratischen estnischen Regierung zum jährlichen allgemeinen Gedenktag erklärt. Noch über viele Jahre hinweg wurde jeweils am 14. Januar in der Entschlafungskathedrale eine triumphale Pannikhida (Gedenkmesse) für die dort bestatteten Priester in Anwesenheit aller orthodoxen und evangelischen Geistlichen der Stadt abgehalten. Als Beispiel für die Feierlichkeiten mag der 10. Jahrestag am 14. Januar 1929 dienen, an dem die Gedenkstätte im Keller der Kreditbank eingeweiht wurde:

#### Beginn des Tages und Festzug
Um 8 Uhr morgens läuteten alle Kirchenglocken Tartus. An den Häusern waren zahlreiche Fahnen angebracht. Die Straßen waren mit Menschen gefüllt. In den Kirchen fanden Dankgottesdienste statt. In den Schulen hielten die Direktoren Ansprachen und Vorträge. 
Ein Festzug der Geistlichen aller Konfessionen bewegte sich auf den Keller der Kreditbank zu und erreichte um 12 Uhr den Fleischmarkt vor dem Gebäude. Ein Teil des Festzuges, geführt von Bischof Kukk und Metropolit Alexander, stieg in den Keller hinab, der Rest, begleitet von tausend Personen, blieb vor dem Eingang, wo sich ein Katheder befand. Der Keller war gepflegt und gut ausgeleuchtet. Im zweiten Kellerraum befand sich an der Wand ein schwarzes Kreuz. 

#### Gedenktafel mit den Namen der Opfer
Rechts und links vom Kreuz waren zwei Tafeln mit den Namen der Opfer angebracht. So stand auf der rechten Tafel:
Bischof Platon,
Hermann von Samson-Himmelstjerna,
Herbert von Schrenck,
Pastor Wilhelm Schwartz,
Gustav Seeland,
Gustav Tensmann,
Arnold v. Tideboehl,
ein Unbekannter,
Harry Vogel.
Gestorben als Blutzeugen 1./14. 1919.
Und auf der anderen Tafel:
Oberpriester Nikolai Beshanitzky,
Oberpriester Michail Bleive,
Karl Bentsen,
Pastor Prof. D. Traugott Hahn,
Susman Kaplan,
Konstantin von Knorring,
Heinrich von Krause,
Friedrich Kärner,
Ado Luik,
Eugen Massal.
In dem Raum, in dem diese Personen gestorben waren, war ein Kreuz im Fußboden eingelassen. Die vielen Kugelspuren in den Wänden waren noch immer deutlich zu sehen. Die Tafeln existieren heute nicht mehr.

#### Interreligiöser, mehrsprachiger Gottesdienst
Der Metropolit feierte eine Seelenmesse im Keller, der Priester Kokla vor dem Gebäude. Die Anwesenden nahmen ihre Kopfbedeckungen ab und verharrten in Schweigen. Dann begann der Gottesdienst, für den dreisprachige Liederzettel ausgeteilt worden waren, mit einem Lied. Danach sprach Bischof Kukk, anschließend Metropolit Alexander. Oberpriester Ostroumow schilderte auf Russisch die Geschehnisse, die sich hier zehn Jahre zuvor ereignet hatten. Es folgten Gedenkworte für die Verstorbenen: von Propst K. von Zur-Mühlen auf Deutsch, von Rabbi Mostovsky auf Jiddisch und Hebräisch und von Prof. O. Seesemann auf Lettisch. Der Gottesdienst endete mit einem Dankwort des Gedenkkomitees, vertreten durch Pastor Treumann, und der Nationalhymne. Zur Einweihung der Gedenkstätte war auch ein Telegramm des Staatsältesten August Rei eingegangen.

#### Parade
Nach dem Gottesdienst gingen die Anwesenden zur Parade auf dem Rathausplatz. Dazu waren alle Truppenteile der Tartuer Garnison angetreten, ebenso das Schutzkorps und weitere Organisationen wie Studentenverbindungen. Letztere standen in einem Halbkreis vor dem Rathaus, auf der linken Seite des Platzes das Militär, auf der rechten Seite das Schutzkorps und die übrigen Organisationen.

### Heiligsprechung
Michael Bleive wurde von der Orthodoxen Kirche heiliggesprochen. Seine Reliquien wurden am 30. Mai 2005 erhoben. Sein Gedenktag ist der 1. Januar im Julianischen Kalender beziehungsweise der 14. Januar im Orthodoxen Kalender, der gegenwärtig mit dem Gregorianischen Kalender parallel läuft.